# Bomolochus decapteri
Bomolochus decapteri är en kräftdjursart. Bomolochus decapteri ingår i släktet Bomolochus och familjen Bomolochidae. Inga underarter finns listade i Catalogue of Life.